# Voralpen Straße
Die Voralpen Straße B 122 ist eine Landesstraße in Österreich. Sie verläuft auf einer Länge von 64,5 km entlang des Nordrandes der westlichen Ybbstaler Alpen und der östlichen oberösterreichischen Voralpen.

## Verlauf
Die Voralpen Straße beginnt im Mostviertel südlich von Amstetten im Tal der Ybbs. Sie führt dann zunächst über Sankt Peter in der Au nach Steyr im Tal der Enns. Anschließend führt die Straße durch das Traunviertel nach Sattledt an der West Autobahn (A 1).

## Geschichte
Die 68,7 km lange oberösterreichische Voralpenstraße (Schreibweise von 1931) führte ursprünglich bis Gmunden. Sie entstand 1932 durch Umbenennung von drei verschiedenen Vorgängerstraßen:
- Sierninghofen-Haller Bezirksstraße (18,7 km)
- Voitsdorfer Bezirksstraße (16,0 km)
- Scharnsteiner Bezirksstraße (24,8 km)

Einbezogen wurde auch der Anfang der Steyr-Leonsteiner Landesstraße (dann Steyrtalstraße, heute B 140) von Steyr bis Sierninghofen.
Die Voralpen Straße (Schreibweise von 1948) gehört seit dem 1. Jänner 1949 zum Netz der Bundesstraßen in Österreich. Der westliche Streckenabschnitt wurde ausgegliedert, zwischen Kremsmünster und Pettenbach heißt jener heute Kremsmünsterer Straße L 562, zwischen Pettenbach und Gmunden Scharnsteiner Straße B 120.
Die Sattledter Straße zwischen Kremsmünster und Lambach war vom 1. Jänner 1951 bis 1973 eine eigenständige Bundesstraße, bevor sie am 1. Dezember 1973 durch die bis zur West Autobahn verlängerte Voralpen Straße ersetzt wurde, die restliche Strecke Sattledt–Lambach wird heute als L 537 geführt.
1973–88 entstanden die Umfahrungen Sierninghofen und Sierning, mit der neuen Anbindung der B 140 Steyrtal Straße. Dort wurde dann 2010 auch die L 1372 Schiedlberger Straße neu angebunden (Westumfahrung Sierning).
Die Nordspange Steyr (B122a) mit neuer Ennsbrücke bei Münichholz und der Anbindung der B 309 Steyrer Straße wurde 2001 fertiggestellt.
Seit 1. April 2002 steht die Straße wieder unter Landesverwaltung, getrennt für beide Bundesländer, aber mit gemeinsamer B-Nummer.
In den 1970er Jahren wurde die nie verwirklichte Voralpen Autobahn geplant, die in etwa parallel zur Voralpen Straße von Sattledt über Steyr nach Amstetten führen hätte sollen.

## Galerie
- Fahrt von der Steyrer Stadtgrenze bis zum Pyhrn-Eisenwurzen-Klinikum

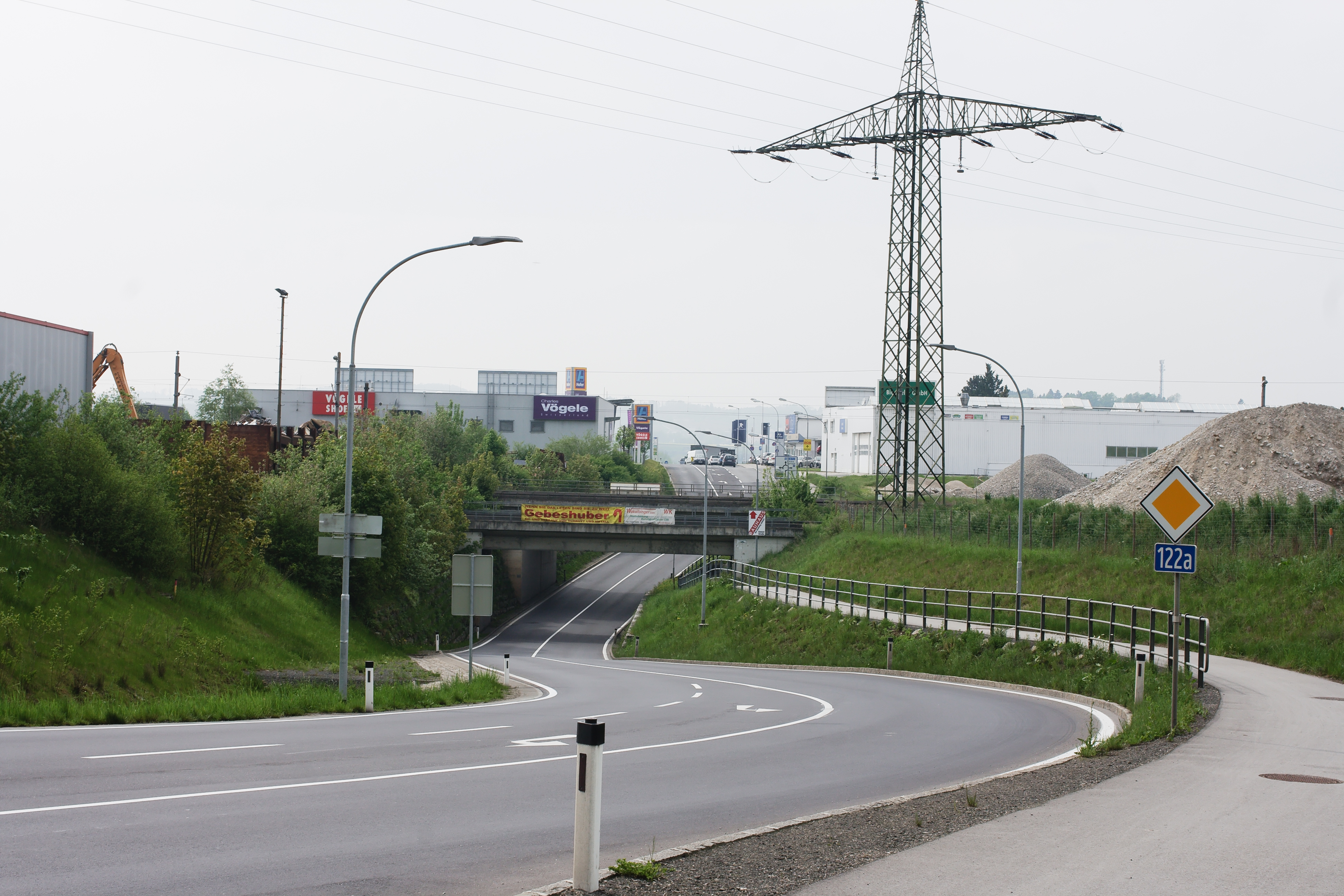
Die B122a (Messererstraße) in Steyr/Hinterberg